# Aplosonyx collaris
Aplosonyx collaris es un coleóptero de la familia Chrysomelidae. Fue descrita científicamente por primera vez en 1885 por Duvivier.